# Nuit rouge de la Soummam
La nuit rouge de la Soummam, également connue sous le nom de massacre d'Oued Amizour, est un massacre survenu dans la nuit du 13 au 14 avril 1956 dans le village de Tifraten, près d'Oued Amizour, dans la Kabylie de la Basse Soummam, en Algérie, lors de la guerre d'Algérie.

## Massacre
Le massacre est ordonné par le lieutenant Fadel H’mimi, mais couvert par Amirouche, capitaine de la zone dont dépend la Basse Soummam.  Le village est ciblé parce qu'on le soupçonne de vouloir se rallier aux forces françaises. La nuit rouge de la Soummam est un massacre très important : le bilan de morts n'est pas connu précisément, entre 490 d'après Mohamed Benyahia et 1200 d'après les Français. Les habitants non-combattants, dont des enfants et des femmes, sont torturés et égorgés. Tous les habitants sont massacrés, dont le caïd.
Ces représailles collectives sont aussi une forme de revanche personnelle de la part d'Amirouche, qui est, avant de devenir un cadre de l'ALN, un ouvrier agricole méprisé dans cette région. Ce massacre a des conséquences néfastes pour le FLN dans la Wilaya III, puisque les Ouled Ourabah, visés par cette attaque, organisent ensuite des groupes d'autodéfense et lèvent des harkas. De nombreux villages de la Petite Kabylie se rallient à la France.

## Mémoire d'un massacre
Il y a peut-être eu plusieurs « nuits rouges  ». La plus importante dans les mémoires est celle du 13 au 14 avril 1956. Selon Yassine Temlali, cet événement ne doit pas être compris comme une manifestation d'une rivalité arabo-kabyle au sein du FLN. En 1984, Ferhat Abbas, dans son  livre L'Indépendance confisquée (1962-1978), condamne ce massacre. La responsabilité d'Amirouche dans ce bain de sang est reconnue par d'anciens responsables FLN.